# Saint-James
Saint-James (uitspraak: [sɛ̃ˈʒɑm]) is een gemeente in het Franse departement Manche in de regio Normandië. De plaats maakt deel uit van het arrondissement Avranches. Saint-James telde op 1 januari 2022 4.966 inwoners.
In Saint-James ontstond een wolnijverheid, waaruit het kledingbedrijf Saint James (opgericht in 1889) is ontstaan.

## Geschiedenis
Saint-James was de hoofdplaats van het gelijknamige kanton totdat dit op 22 maart 2015 werd opgeheven en de gemeenten werden opgenomen in het aangrenzende kanton Saint-Hilaire-du-Harcouët. Op 1 januari 2017 werden 6 van de gemeenten van het voormalige kanton, Argouges, Carnet, La Croix-Avranchin, Montanel, Vergoncey en Villiers-le-Pré, opgeheven en aangehecht bij Saint-James.

## Geografie
De oppervlakte van Saint-James bedroeg op 1 januari 2022 86,41 vierkante kilometer; de bevolkingsdichtheid was toen 57,5 inwoners per km².

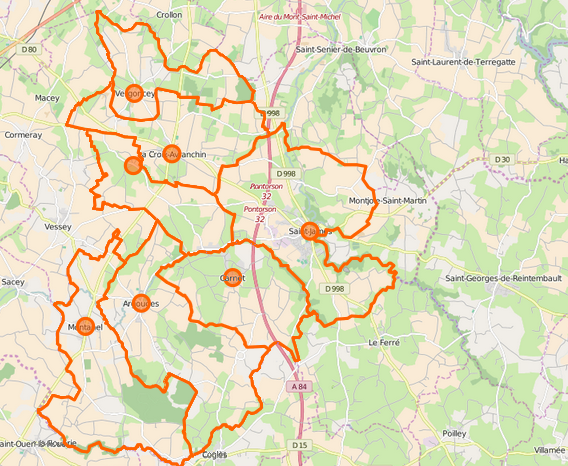
Saint-James en de deelgemeenten sinds 2017

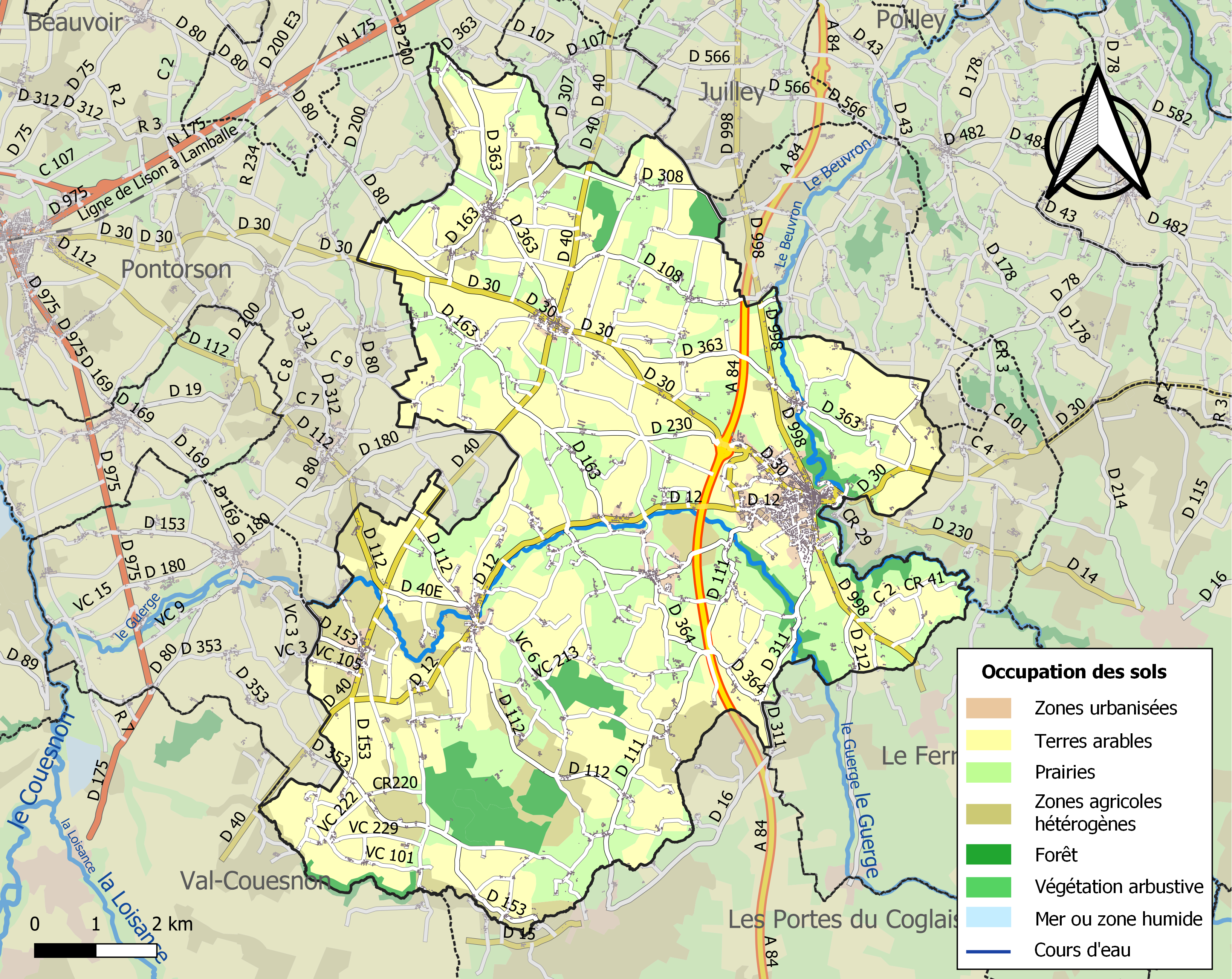
Kaart van de gemeente met de belangrijkste infrastructuur, bodemgebruik en omliggende gemeenten

## Demografie
Onderstaande figuur toont het verloop van het inwonertal (bron: INSEE-tellingen).